# Cyathopharynx
Genre
Cyathopharynx est un genre de poissons de la famille des Cichlidae. Il ne comporte qu'une espèce, endémique du lac Tanganyika.

## Liste d'espèces
Selon ITIS et FishBase :
- Cyathopharynx furcifer (Boulenger, 1898)

## Galerie

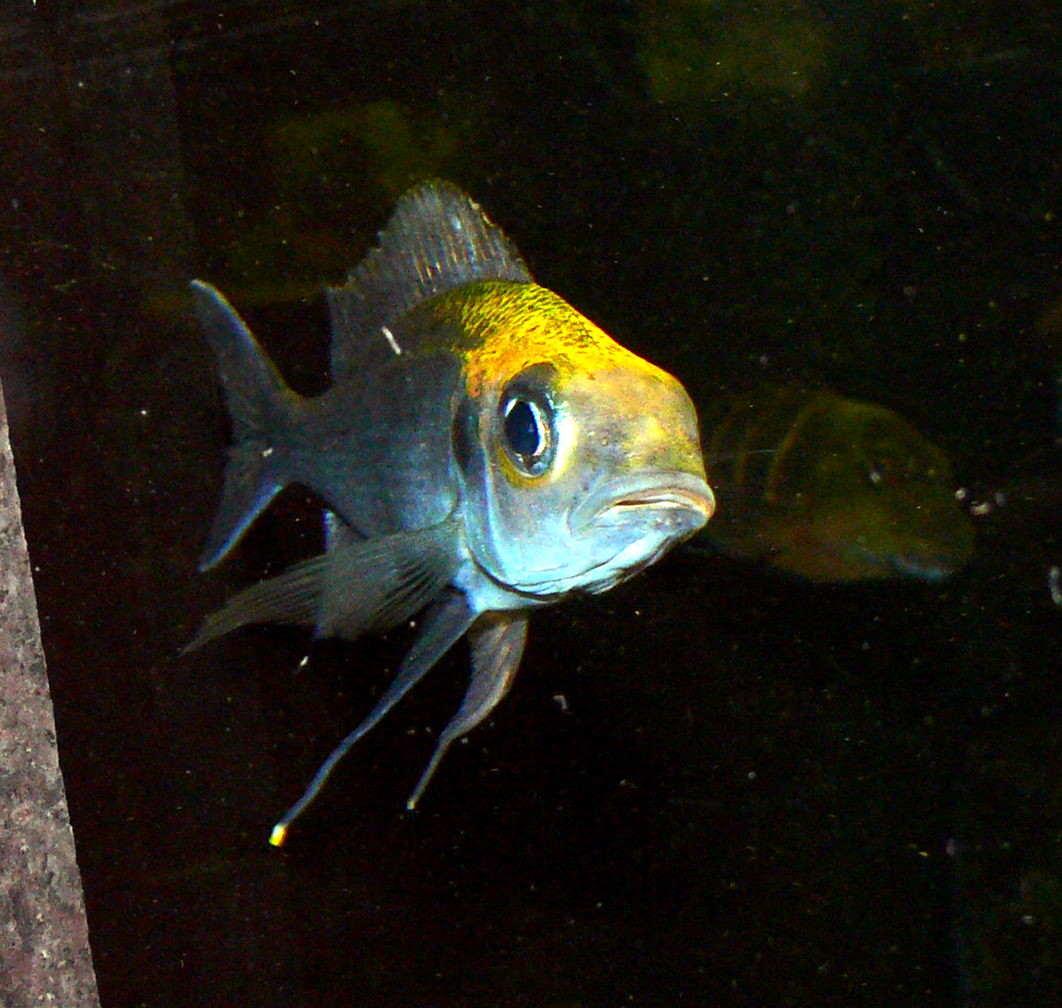
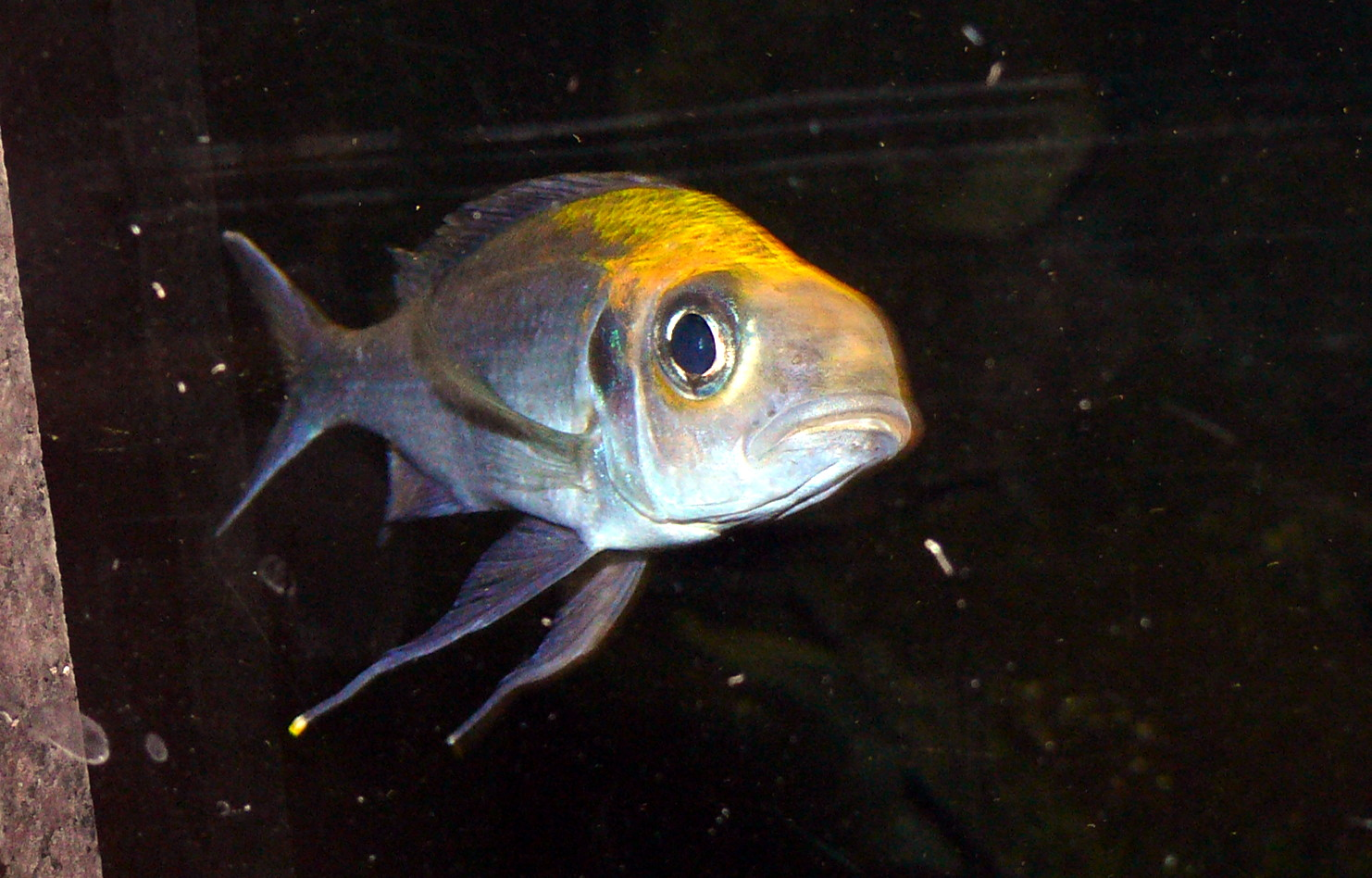
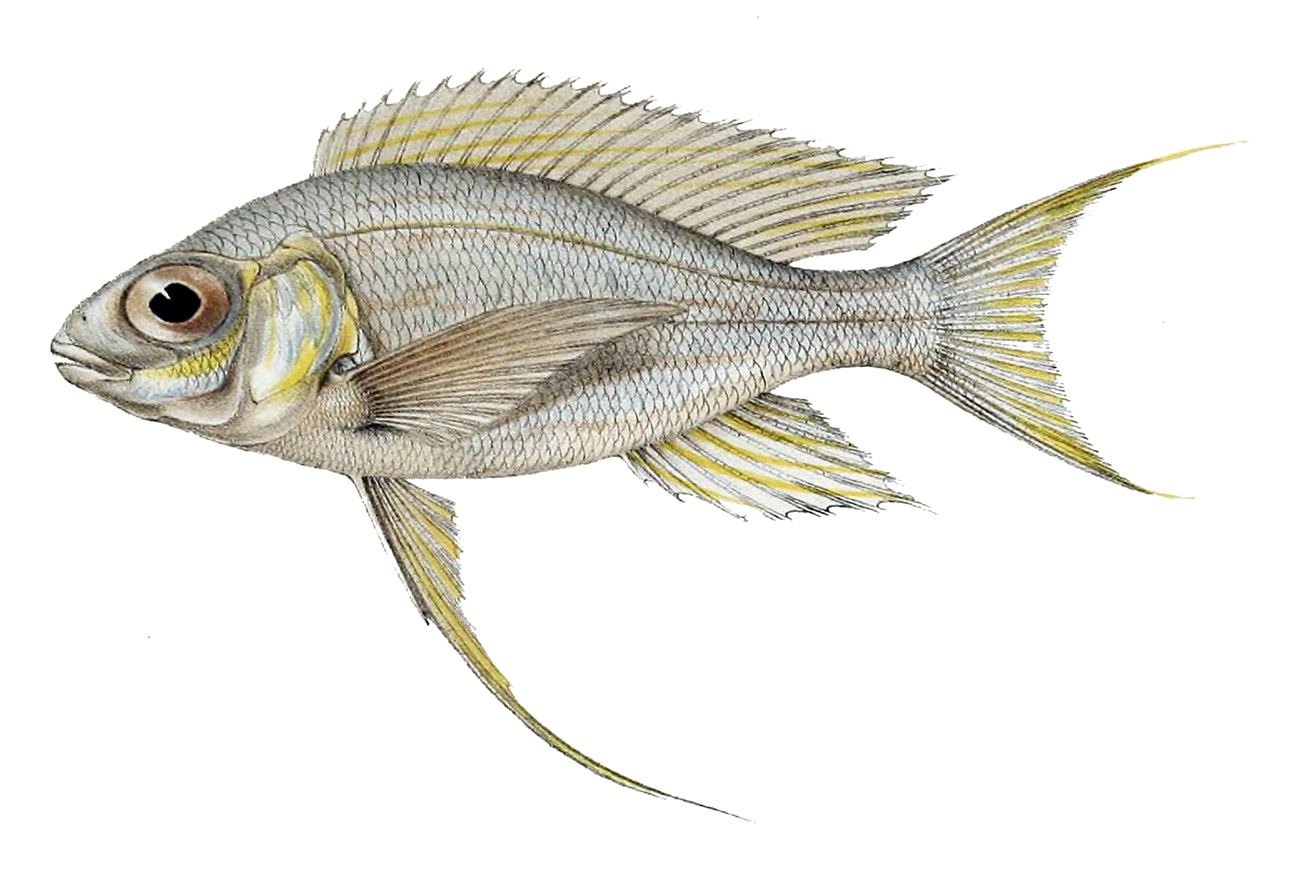